# Santiago Zabala
Santiago Zabala   (Buenos Aires, 1975) és un filòsof i professor d'investigació ICREA a la Universitat Pompeu Fabra, on dirigeix el Centre d'Arxius i Filosofia. Els seus llibres s'han traduït a diversos idiomes i els seus articles s'han publicat en mitjans de comunicació com The Guardian, Al Jazeera English, The New York Times, i Los Angeles Review of Books, entre d'altres.
La seva recerca se centra en el significat de l'art, la política i la llibertat al segle XXI quan «la major emergència s'ha convertit en l'absència d'emergència». L'objectiu de la filosofia per a Zabala és introduir-se en aquestes emergències absents (com el canvi climàtic o la desigualtat econòmica) a fi d'interrompre el «retorn a l'ordre» en curs que el capitalisme de vigilància i el populisme de dreta pretén imposar.

## Obra publicada
- Being at Large. Freedom in the Age of Alternative Facts (2020). Montreal: McGill-Queen's University Press.
- Why Only Art can Save Us. Aesthetics and the Absence of Emergency (2017). Nova York: Columbia University Press.[6][7]
- Hermeneutic Communism (2011, amb Gianni Vattimo) Nova York: Columbia University Press.
- The Remains of Being (2009). Nova York: Columbia University Press.
- The Hermeneutic Nature of Analytic Philosophy. A Study of E. Tugendhat (2008). Nova York: Columbia University Press.